# Stolbovoe
Stolbovoe (in lingua russa Столбовое) è un centro abitato dell'Oblast' autonoma ebraica, situato nell'Oktjabr'skij rajon.